# Analândia
-->
Analândia ist ein Municipio im brasilianischen Bundesstaat São Paulo. Analândia liegt ca. 25 km südöstlich von São Carlos und 100 km nordwestlich von São Paulo. Die Bevölkerung der Gemeinde beträgt 4589 Einwohner.

## Geographie
Die Gemeinde ist nicht in Distrikte unterteilt, es gibt nur den Hauptdistrikt.

## Geschichte
Der ursprüngliche Name des Municipios war Cuscuzeiro. 1890 wurde er zunächst in Anápolis geändert. Die weitere Umbenennung in Analândia fand 1944 schließlich statt, um sich von einer gleichnamigen anderen Gemeinde zu unterscheiden. Der erstnamensgebende Cuscuzeiro ist ein 900 Meter hoher Hügel, heute eine lokale Touristenattraktion.
Die Gemeinde wurde 1897 durch Landesgesetz gegründet.

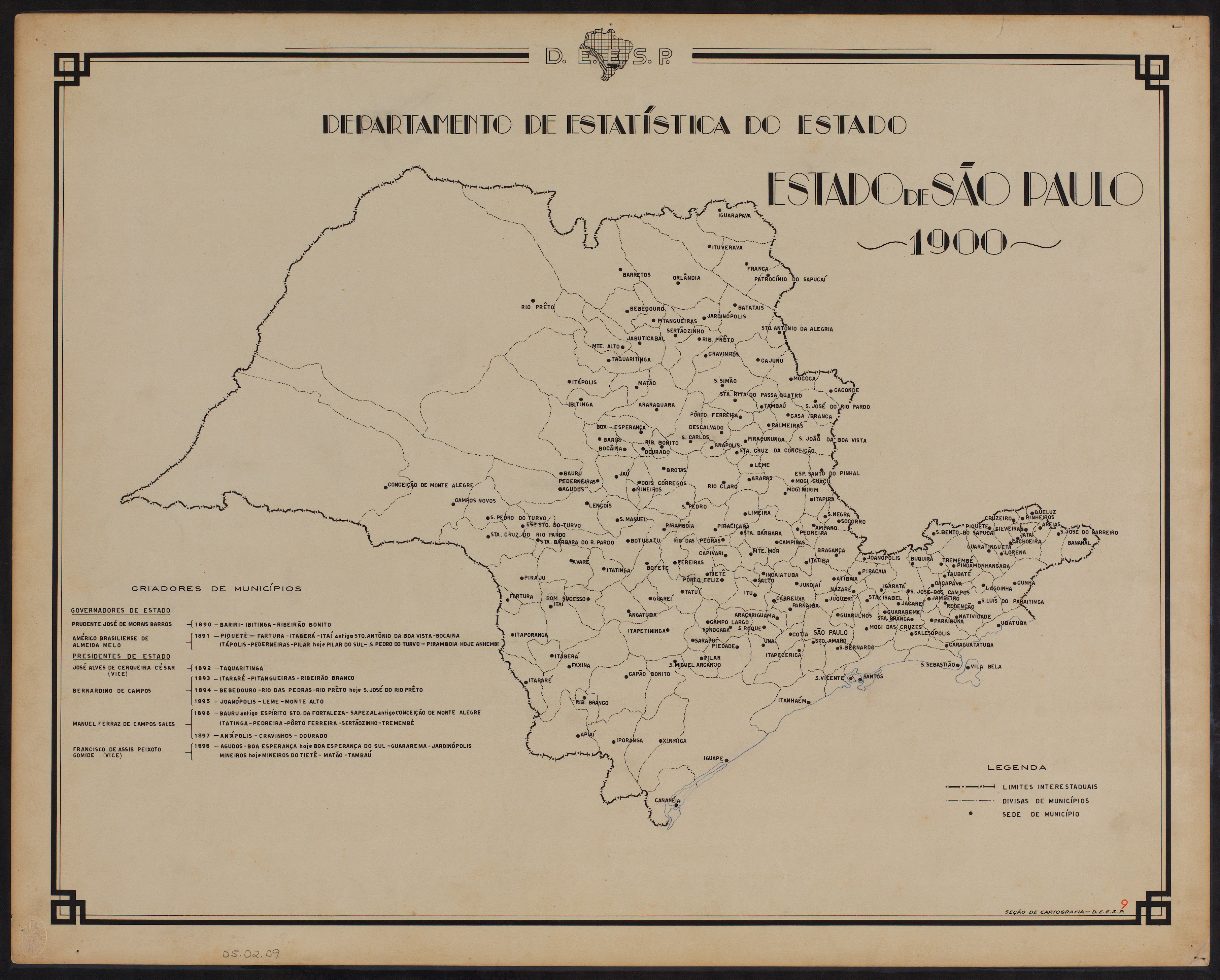
Karte des Bundesstaates São Paulo (1900).

## Bevölkerung
| Bevölkerungsentwicklung | Bevölkerungsentwicklung |
| Jahr                    | Bevölkerung             |
| ----------------------- | ----------------------- |
| 1920                    | 7.393                   |
| 1940                    | 4.908                   |
| 1950                    | 3.653                   |
| 1960                    | 2.870                   |
| 1970                    | 2.612                   |
| 1980                    | 2.312                   |
| 1991                    | 3.020                   |
| 2000                    | 3.582                   |
| 2010                    | 4.293                   |
| 2022                    | 4.589                   |
| [ 6 ] [ 7 ] [ 8 ]       |                         |

## Religion
Das Christentum ist in der Stadt wie folgt vertreten:

### Römisch-katholische Kirche
Die katholische Kirche in der Gemeinde ist Teil der bistum Limeira.

### Protestantische Kirche
In der Stadt gibt es die unterschiedlichsten evangelischen Glaubensrichtungen, hauptsächlich Pfingstler, darunter die brasilianischen Assemblies of God, die Christliche Kongregationalistische Kirche in Brasilien, und andere.